# Far del Capaspre
El Far del Capaspre és una obra del municipi de Calella (Maresme) inclosa en l'Inventari del Patrimoni Arquitectònic de Catalunya. Actualment, a l'edifici hi ha el centre d'interpretació del Far de Calella, un dels equipaments museístics del municipi.

## Descripció
És un far situat al Capaspre, al terme municipal de Calella, a l'extrem muntanyós més sobresortint al mar de la costa de l'alt Maresme. La construcció no té un estil definit respecte d'altres fars de Catalunya. L'interès es troba per ésser la darrera construcció d'orientació i comunicació al mateix emplaçament. De fet, en aquest indret s'aixecava la "torreta " que havia guardat Calella durant centúries; actualment ja no en queda res, només en record seu es construí una petita torreta sobre l'entrada del túnel del ferrocarril. A pocs metres inutilitzades amb l'entrada en funcionament del far.

## Història
Una Reial Ordre del 14 de novembre de 1859, durant el regnat d'Isabel II, disposava la data d'inauguració del far. Celebrada la recepció definitiva dels edificis, la llum del far arribà a Calella. Aquesta no fou elèctrica fins a 1916, però la transformació essencial que ha sofert el far no fou fins a l'any 1927 amb la situació de l'aparell òptic.